# John Partridge
Johnny "John" Partridge es un actor, cantante y bailarín inglés, conocido por haber interpretado a Christian Clarke en la serie EastEnders y por sus numerosas participaciones en obras musicales. 

## Biografía
Es abiertamente gay. Comenzó a salir con el actor Jon Tsouras. En 2010 reveló sus planes de casarse con Jon. El 30 de septiembre de 2011, ambos se casaron en una ceremonia civil junto a familiares y amigos más cercanos en Greenwich.
Es muy buen amigo de las actrices Laurie Brett y Tamzin Outhwaite.[cita requerida]

## Carrera
John ha aparecido en comerciales para la pasta de dientes Colgate, Maltesers, Fox's Biscuits y Cadbury's Twirl. 
Como bailarín ha trabajado para varias estrellas del rock y pop entre ellas U2, Pet Shop Boys, Kim Wilde, Neneh Cherry, Peter Townshend, Mica Paris y Ultra Nate.
En teatro John se entrenó en el balet Royal Ballet Lower School y en 1982 apareció en la obra A Kind of Loving. Más tarde se entrenó musicales en musicales teatrales en el Bush Davies School of Theatre Arts y el Doreen Bird College of Performing Arts. A los 16 años se unió al tour de Andrew Lloyd del musical CATS y de 1989 a 1990 fue el capitán de baile. En el musical interpretó a Alonzo, Rumpus Cat, Mr. Mistoffelees y Rum Tum Tugger. 
En 1998 se unió a la producción del West End en el Teatro New London donde interpretó los papeles de Rum Tum Tugger y Munkustrap. Ese mismo año apareció en la producción fílmica donde interpretó a Rum Tum Tugger. En televisión apareció en el documental Aspects of Dancing y en la comedia de la BBC2, Game On donde interpretó a un miembro gay del gimnasio que intentaba hablar acerca de sexualidad con Matthew Malone.
El 17 de enero de 2008 se unió al elenco principal de la exitosa serie británica EastEnders donde interpretó a Christian Clarke, el hermano gay de Jane Beale (Laurie Brett), hasta el 15 de noviembre de 2012 después de que su personaje decidiera irse de Waldford. El 19 de mayo de 2014 John regresó brevemente a la serie y se fue nuevamente el 20 de mayo del mismo año. En enero del 2015 se anunció que regresaría a la serie para el aniversario número 30 de la serie, luego de que su personaje regresara a Walford para asistir a la boda de su hermana con Ian.
En el 2010 apareció en el programa The Weakest Link, donde llegó hasta los tres últimos concursantes, sin embargo terminó en el tercer lugar. Desde el 2010 presenta el The National Lottery Saturday Night Draws, junto a Jenni Falconer. Ese mismo año apareció como juez en el programa Over the Rainbow, junto a Sheila Hancock y Charlotte Church. El programa se basaba en buscar a una joven que interpretara a Dorothy en la nueva producción del Mago de Oz. El 12 de diciembre del mismo año apareció en la quinta temporada del programa All Star Family Fortunes donde intentó ganar dinero para la fundación Terrence Higgins Trust.
En diciembre del 2011 interpretará al príncipe en la pantomima Cinderella en el teatro Marlowe en Canterbury.

## Filmografía

### Series de televisión
| Año                           | Título                | Personaje        | Notas                                                    |
| ----------------------------- | --------------------- | ---------------- | -------------------------------------------------------- |
| 2008 - 2012, 2014, 2015, 2016 | EastEnders            | Christian Clarke | 376 episodios                                            |
| 1998                          | Great Performances    | Rum Rum Tugger   | episodio "Cats"                                          |
| 1996                          | The Baker Street Boys | Ian              | episodio "Double Hard Bastards & Girly Shirt Tosspieces" |

### Apariciones
| Año  | Título                   | Notas               |
| ---- | ------------------------ | ------------------- |
| 2010 | Over the Rainbow         | juez - 18 episodios |
| 2010 | The Weakest Link         | concursante         |
| 2010 | All Star Family Fortunes | concursante         |

### Teatro
| Año  | Obra                          | Personaje               | Teatro                  | Notas                                         |
| ---- | ----------------------------- | ----------------------- | ----------------------- | --------------------------------------------- |
| 2011 | Cinderella                    | Príncipe Encantado      | Marlow Theatre          | junto a Stephen Mulhern, Dave Lee y Ben Roddy |
| -    | Aladdin                       | -                       | -                       | -                                             |
| -    | Hunting of the Snark          | Butcher                 | Prince Edward Theatre   | -                                             |
| -    | Starlight Express             | Electra                 | Apollo Victoria Theatre | -                                             |
| -    | Tommy                         | Hawker y Capitán Walker | Shaftesbury Theatre     | -                                             |
| -    | Grease                        | Roger                   | Dominion Theatre        | -                                             |
| -    | The Fix                       | -                       | Donmar Warehouse        | -                                             |
| -    | Rent                          | Roger Davis             | Berlín y Düsseldorf     | -                                             |
| -    | Notre Dame de Paris (musical) | Gringoire               | Dominion Theatre        | -                                             |
| -    | Black Goes with Everything    | Bromley                 | Churchill Theatre       | -                                             |
| -    | Taboo                         | Marilyn                 | Venue Theatre           | junto a Boy George y Luke Evans               |
| -    | Cats                          | Rum Tum Tugger          | -                       | -                                             |
| -    | Miss Saigon                   | John                    | -                       | -                                             |
| -    | The Drowsy Chaperone          | -                       | Novello Theatre         | -                                             |

## Premios y nominaciones
| Año  | Categoría                               | Premio               | Serie      | Resultado |
| ---- | --------------------------------------- | -------------------- | ---------- | --------- |
| 2010 | Entertainer of the Year                 | Stonewall Award      | EastEnders | Ganador   |
| 2010 | Fatal Atracction (junto a Marc Elliott) | All About Soap Award | EastEnders | Ganadores |
| 2009 | Sexiest Male                            | Inside Soap Awards   | EastEnders | Ganador   |
| 2008 | Best Newcomer                           | TV Quick Awards      | EastEnders | Nominado  |